# 俳蛺蝶屬
俳蛺蝶屬（學名：Parasarpa）是蛺蝶科線蛺蝶亞科線蛺蝶族中的一屬。分子系統發生學研究指出此屬不是單系群，需要進一步研究以整合分類。

## 物種
- 白斑俳蛺蝶 Parasarpa albomaculata
- 丫紋俳蛺蝶 Parasarpa dudu
- 奧蘭俳蛺蝶 Parasarpa hollandi
- 西藏俳蛺蝶 Parasarpa zayla